# 采茨凱亞鄉
47°03′N 22°19′E / 47.050°N 22.317°E
采茨凱亞鄉（羅馬尼亞語：Comuna Țețchea, Bihor），是羅馬尼亞的鄉份，位於該國西北部，由比霍爾縣負責管轄，面積51平方公里，海拔高度212米，2007年人口3,059，人口密度每平方公里60人。